# Марія Ярема

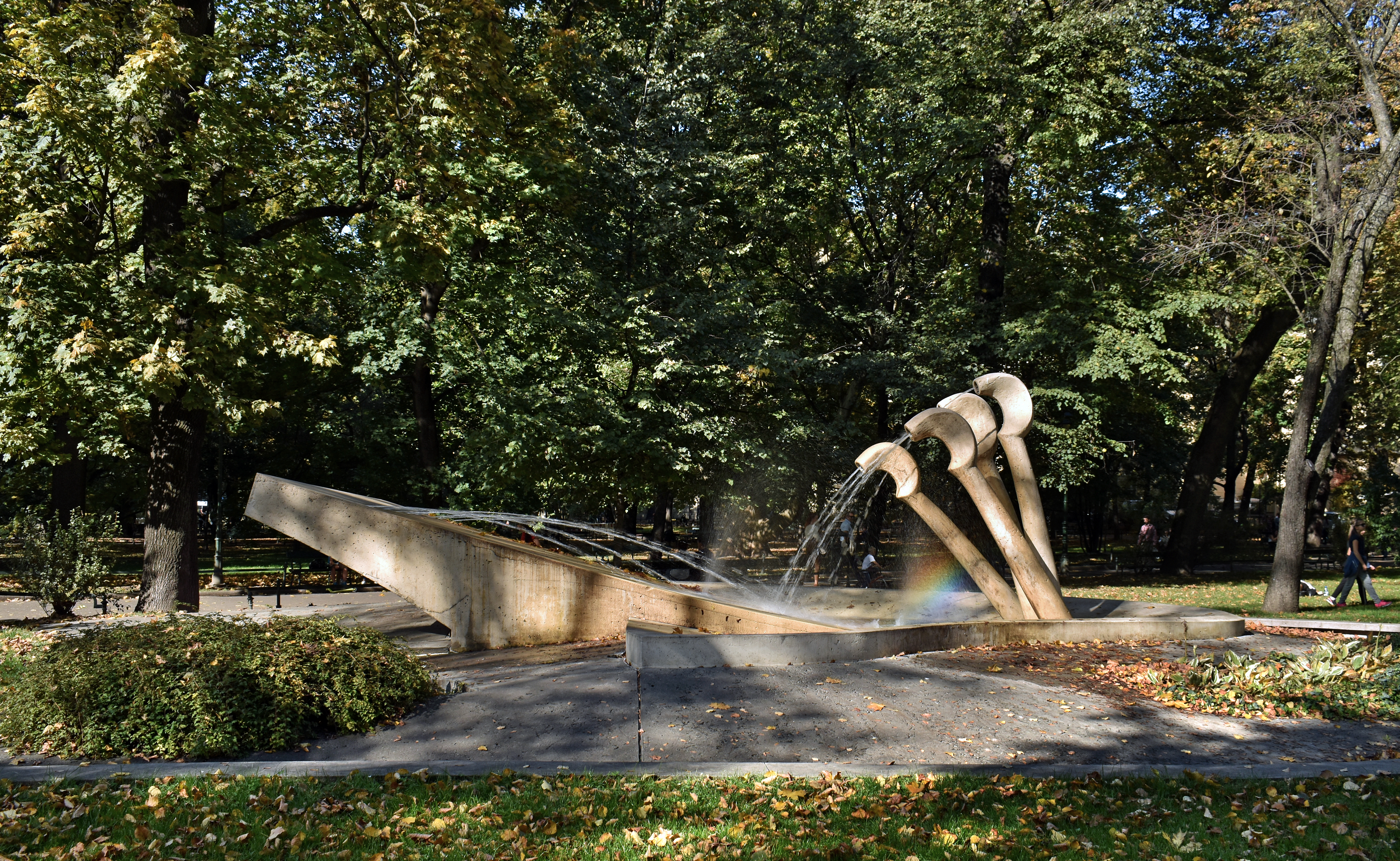
«Фортепіано Шопена», дизайн Марії Яреми з 1949 року. Реалізовано у 2006 році. Краків, Планти,.

Марія Ярема, або Марія Яремянка (нар. 24 листопада 1908, Старий Самбір, повітове місто Королівства Галичини та Володимирії — 1 листопада 1958, Краків, Польща) — польська художниця, скульпторка та художниця-декоратор. Відома особистість польського авангарду.

## Життєпис
У 1929—1935 роках Марія Ярема вивчала скульптуру в Академії образотворчих мистецтв імені Яна Матейка в Кракові під керівництвом Ксаверія Дуніковського. Вона була співзасновницею авангардної та радикальної лівої «Група Краківська» (1930), що діяла як студентське мистецьке об'єднання в Кракові в 1930—1937 рр. Між 1934 і 1939 роками створювала костюми та декорації.
До початку Другої світової війни Ярема працювала переважно зі скульптурою, яку після війни покинула зайнявшись живописом. Вона створювала абстрактні картини. З 1951 року виконувала монотипію (графіку). Використовуючи цю техніку, а іноді поєднуючи її з олійними фарбами та темперами, вона створила один із своїх найвідоміших циклів живопису — «Проникнення та Ритми». ЇЇ твори свідчать про велике захоплення людською формою та її місцем у просторі, а також репрезентацією руху в живописі. Баланс між образними зображеннями та абстрактними знаками також є відмінною рисою її картин.
Марія Ярема співпрацювала з театрами Cricot (польський театр авангарду) разом зі своїм братом Юзефом Яремою, Генріком Готлібом та Збігневом Пронашком. Співпрацювала з Тадеушем Кантором та його експериментальним театром Cricot 2, в спектаклі якого впроваджувала сучасність, ліризм, зміст і «чистоту». Співпрацювала також з театром ляльок Яна Полевського, що створював політичні вертепи для середовища робітників. У 1957 році Ярема була учасницею «Другої Краківської групи». Між 1937 і 1957 роками мала можливість кілька разів відвідати Париж.
У 1958 році Марія Ярема представляла Польщу на Венеційській бієнале. ЇЇ роботи зберігаються у багатьох польських музеях, у Кракові, Варшаві, Познані , Вроцлаві та Лодзі. У 2018 році Critoteka у Кракові та Сілезький музей у Катовицях організовують ретроспективу її робіт під назвою «Яремянка, я перебуваю у цьому театрі. Мені тут подобається».
Картини Марії Яреми експонуються в ряді польських музеїв, зокрема в Національній галереї мистецтв Захента в центрі Варшави.
Померла Марія Ярема 1 листопала 1958 року в Кракові. Похована на Сальваторському цвинтарі.

## Родина
Марія Ярема була сестрою художника Юзефа Яреми, актора та режисера лялькового театру, та Владислава Яреми, актора та засновника Театру ляльки, маски і актора «Гротеск» у Кракові.
У 1945 році вийшла заміж за Корнеля Філіповича (1913—1990), відомого польського прозаїка, сценариста і поета, уродженця Тернополя. З ним мала сина Александра (нар. 1943).